# Euonymus benthamii
Euonymus benthamii är en benvedsväxtart som beskrevs av Lundell. Euonymus benthamii ingår i släktet Euonymus och familjen Celastraceae. Inga underarter finns listade.